# Kebon Besar
Kebon Besar is een bestuurslaag in het regentschap Tangerang van de provincie Banten, Indonesië. Kebon Besar telt 11.515 inwoners (volkstelling 2010).